# Provincia Chañaral
Chañaral (Provincia de Chañaral) este o provincie din regiunea Atacama, Chile, cu o populație de 28.874 locuitori (2012) și o suprafață de 24436,2 km2.